# Александров Олександр Іванович (партійний діяч)
Олександр Іванович Александров (14 вересня 1948, місто Остров, тепер Псковської області, Російська Федерація) — радянський діяч, 1-й секретар Московського райкому КПРС міста Ленінграда, генеральний директор виконавчої дирекції Асоціації промислових підприємств Ленінграда. Член ЦК КПРС у 1990—1991 роках.

## Життєпис
У 1972 році закінчив Ленінградський інститут авіаційного приладобудування.
У 1972—1974 роках — інженер-дослідник об'єднання «Техприлад» міста Ленінграда.
У 1974—1981 роках — старший інженер, провідний інженер заводу «Прилад» науково-виробничого об'єднання «Сфера» міста Ленінграда.
Член КПРС з 1975 року.
У 1981—1986 роках — інструктор, завідувач промислово-транспортного відділу Московського районного комітету КПРС міста Ленінграда.
У 1986 році — 2-й секретар Московського районного комітету КПРС міста Ленінграда.
У серпні 1986—1990 роках — 1-й секретар Московського районного комітету КПРС міста Ленінграда.
У 1989 році закінчив Ленінградську Вищу партійну школу.
З грудня 1990 року — генеральний директор виконавчої дирекції Асоціації промислових підприємств Ленінграда (Санкт-Петербурга).
Подальша доля невідома.